# ОЦ-14 «Гроза»
Автоматно-гранатометний комплекс ОЦ-14 «Гроза» — автомат у єдиному комплексі з підствольним гранатометом, розроблений ЦКИБ СОО в 1994 році для спецназу МВС. Являє собою незвичайний варіант автомата АКС-74У, виконаний за схемою Буллпап.
На нього встановлюється дещо спрощений варіант підствольного гранатомета ГП-25 «Костьор». Спрощення перш за все полягає у відсутності пістолетної рукоятки. Автоматний і гранатометний вогонь управляються єдиним спусковим гачком. Переключення режиму «автомат-гранатомет» здійснюється кнопковим перемикачем, розташованим на правій стороні ствольної коробки. Приціл відкритого типу розміщений на П-подібній стійці, яка може служити для перенесення зброї в руці. Для стрільби застосовуються 9-мм патрони СП-5 і СП-6 з дозвуковою швидкістю польоту кулі. Передбачена можливість установки глушника, лазерного цілевказівника, оптичного прицілу і тактичного ліхтаря.
Варіант «Гроза-1» був створений для армійського спецназу. Основна відмінність — використовуваний патрон 7,62 × 39 мм. Також він має однотипні з автоматами АКМ магазини. Комплекс уніфікований з АКС-74У на 70 %, що дозволяє взаємозамінні деталі при ремонті. Великого поширення у військах так і не отримав.

## Переваги
- Висока компактність і невелика маса зброї.
- Надійність — рівня автомата Калашникова.
- Використання схеми «Буллпап» зменшило розміри, забезпечило хороший баланс і зменшило відбій ствола.
- Використані патрони з дозвуковою швидкістю польоту кулі, разом з приєднаним глушником, забезпечують хорошу безшумність вогню. Крім того, велика маса кулі (16 г) патронів СП-5 і СП-6 забезпечує високу забійну та стримуючу дію.
- Можлива установка різних приладів, які дозволяють перетворити комплекс в автомат, штурмовий автомат, гранатомет і снайперську гвинтівку.

## Недоліки
- Коротка прицільна лінія ускладнює прицілювання. Велика крутизна траєкторії польоту кулі калібру 9 мм ускладнює вибір точки прицілювання, особливо при стрільбі на великі відстані.
- Схема «буллпап» викликає утруднення при зміні магазина в порівнянні з традиційною.
- Невелика місткість магазина у варіанті «Гроза-4».
- Використання одного спускового гачка уповільнює перехід з автомата на гранатомет і назад.
- Кріплення «Ластівковий хвіст» для оптичного або нічного прицілу доводиться ставити додатково.
- Зміщений центр ваги у варіантів без підствольного гранатомета.
- Викид гільз лише праворуч і, на додачу, компонування «буллпап» призводять до не ефективного використання даної зброї шульгами (не можливе).

## Варіанти

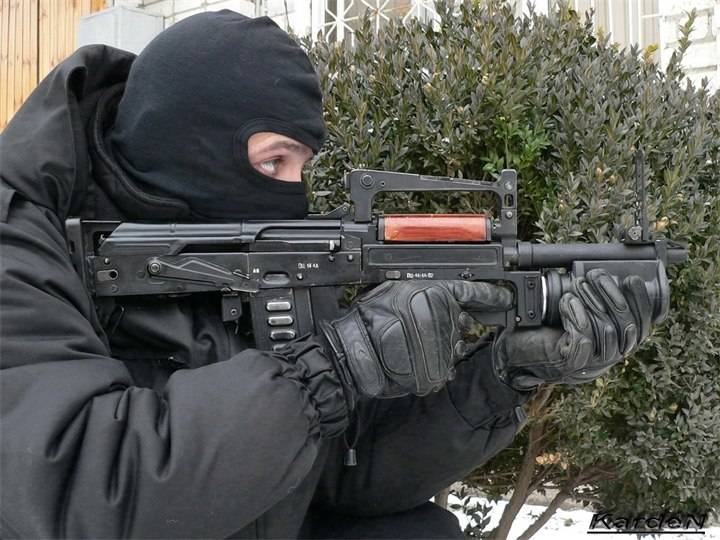
ОЦ 14 - автоматно гранатометний комплекс